# فهرست وزرای خارجه آلمان
وزیر امور خارجه آلمان (به آلمانی: Bundesminister des Auswärtigen) سرپرست وزارت خارجه فدرال و عضو کابینه دولت آلمان است. در حال حاضر آنالنا بربوک عهده‌دار این مقام است. از سال ۱۹۶۶، وزیر امور خارجه اغلب به‌طور همزمان سمت معاون صدراعظم را نیز بر عهده داشته‌است.

## فهرست مقامات

### State Secretaries for Foreign Affairs (Außenstaatssekretäre), ۱۸۷۱–۱۹۱۹
| نام (زاده–درگذشته) | نام (زاده–درگذشته)                                           | تصویر | حزب | Term of Office | Term of Office  | صدراعظم                                                          |
| ------------------ | ------------------------------------------------------------ | ----- | --- | -------------- | --------------- | ---------------------------------------------------------------- |
|                    | Hermann von Thile (۱۸۱۲–۱۸۸۹)                                |       | N/A | ۲۱ مارس ۱۸۷۱   | ۳۰ سپتامبر ۱۸۷۲ | اتو فون بیسمارک                                                  |
|                    | Hermann Ludwig von Balan (۱۸۱۲–۱۸۷۴)                         |       | N/A | ۳ اکتبر ۱۸۷۲   | ۹ اکتبر ۱۸۷۳    | اتو فون بیسمارک                                                  |
|                    | Bernhard Ernst von Bülow (۱۸۱۵–۱۸۷۹)                         |       | N/A | ۹ اکتبر ۱۸۷۳   | ۲۰ اکتبر ۱۸۷۹   | اتو فون بیسمارک                                                  |
|                    | Joseph Maria von Radowitz, Jr. (۱۸۳۹–۱۹۱۲)                   |       | N/A | ۶ نوامبر ۱۸۷۹  | ۱۷ آوریل ۱۸۸۰   | اتو فون بیسمارک                                                  |
|                    | شلودویگ، شاهزاده هوهنلوهه-شیلینگسفورست (۱۸۱۹–۱۹۰۱)           |       | N/A | ۲۰ آوریل ۱۸۸۰  | ۱ سپتامبر ۱۸۸۰  | اتو فون بیسمارک                                                  |
|                    | Friedrich Graf zu Limburg-Stirum (۱۸۳۵–۱۹۱۲)                 |       | N/A | ۱ سپتامبر ۱۸۸۰ | ۲۵ ژوئن ۱۸۸۱    | اتو فون بیسمارک                                                  |
|                    | Clemens Busch (۱۸۳۴–۱۸۹۵)                                    |       | N/A | ۲۵ ژوئن ۱۸۸۱   | ۱۶ ژوئیه ۱۸۸۱   | اتو فون بیسمارک                                                  |
|                    | Paul Graf von Hatzfeldt-Wildenburg (۱۸۳۱–۱۹۰۱)               |       | N/A | ۱۶ ژوئیه ۱۸۸۱  | ۲۴ اکتبر ۱۸۸۵   | اتو فون بیسمارک                                                  |
|                    | Herbert Fürst von Bismarck (۱۸۴۹–۱۹۰۴)                       |       | N/A | ۲۴ اکتبر ۱۸۸۵  | ۲۶ مارس ۱۸۹۰    | اتو فون بیسمارک لئو فون کاپریوی                                  |
|                    | Adolf Freiherr Marschall von Bieberstein (۱۸۴۲–۱۹۱۲)         |       | N/A | ۳۱ مارس ۱۸۹۰   | ۱۹ اکتبر ۱۸۹۷   | لئو فون کاپریوی شلودویگ، شاهزاده هوهنلوهه-شیلینگسفورست           |
|                    | برنهارد فن بولو (۱۸۴۹–۱۹۲۹)                                  |       | N/A | ۲۰ اکتبر ۱۸۹۷  | ۲۳ اکتبر ۱۹۰۰   | شلودویگ، شاهزاده هوهنلوهه-شیلینگسفورست برنهارد فن بولو           |
|                    | Oswald Freiherr von Richthofen (۱۸۴۷–۱۹۰۶)                   |       | N/A | ۲۳ اکتبر ۱۹۰۰  | ۱۷ ژانویه ۱۹۰۶  | برنهارد فن بولو                                                  |
|                    | Heinrich Leonhard von Tschirschky und Bögendorff (۱۸۵۸–۱۹۱۶) |       | N/A | ۲۴ ژانویه ۱۹۰۶ | ۲۵ اکتبر ۱۹۰۷   | برنهارد فن بولو                                                  |
|                    | Wilhelm Freiherr von Schoen (۱۸۵۱–۱۹۳۳)                      |       | N/A | ۲۶ اکتبر ۱۹۰۷  | ۲۷ ژوئن ۱۹۱۰    | برنهارد فن بولو تئوبالد فن بتمان-هولوگ                           |
|                    | Alfred von Kiderlen-Waechter (۱۸۵۲–۱۹۱۲)                     |       | N/A | ۲۷ ژوئن ۱۹۱۰   | ۳۰ دسامبر ۱۹۱۲  | تئوبالد فن بتمان-هولوگ                                           |
|                    | گوتلیب فون یاگو (۱۸۶۳–۱۹۳۵)                                  |       | N/A | ۱۱ ژانویه ۱۹۱۳ | ۲۲ نوامبر ۱۹۱۶  | تئوبالد فن بتمان-هولوگ                                           |
|                    | آرتور تسیمرمان (۱۸۶۴–۱۹۴۰)                                   |       | N/A | ۲۲ نوامبر ۱۹۱۶ | ۶ اوت ۱۹۱۷      | تئوبالد فن بتمان-هولوگ گئورگ میشائلیس                            |
|                    | ریشارد فون کولمان (۱۸۷۳–۱۹۴۸)                                |       | N/A | ۶ اوت ۱۹۱۷     | ۹ ژوئیه ۱۹۱۸    | گئورگ میشائلیس گئورگ فن هرتلینگ (I)                              |
|                    | Paul von Hintze (۱۸۶۴–۱۹۴۱)                                  |       | N/A | ۹ ژوئیه ۱۹۱۸   | ۳ اکتبر ۱۹۱۸    | گئورگ فن هرتلینگ (I)                                             |
|                    | ویلهلم زولف (۱۸۶۲–۱۹۳۶)                                      |       | N/A | ۳ اکتبر ۱۹۱۸   | ۱۳ دسامبر ۱۹۱۸  | ماکس فن بادن (I) فریدریش ابرت (Council of the People's Deputies) |
|                    | Ulrich Graf von Brockdorff-Rantzau (۱۸۶۹–۱۹۲۸)               |       | N/A | ۱۳ دسامبر ۱۹۱۸ | ۱۳ فوریه ۱۹۱۹   | فریدریش ابرت (Council of the People's Deputies)                  |

### Ministers of Foreign Affairs (Reichsminister des Auswärtigen), ۱۹۱۹–۱۹۴۵
Political Party:
  حزب سوسیال دموکرات آلمان
  حزب مرکزی آلمان
  حزب دموکرات آلمان
  DVP
  حزب ناسیونال‌سوسیالیست کارگران آلمان
| Name (Born–Died) | Name (Born–Died)                        | Image | Party                                                             | Term of Office | Term of Office | صدراعظم (Cabinet) |
| ---------------- | --------------------------------------- | ----- | ----------------------------------------------------------------- | -------------- | -------------- | --- |
|                  | اولریش فون بروکدورف-رانتساو (1869–1928) |       | فعال سیاسی مستقل                                                  | ۱۳ فوریه ۱۹۱۹  | ۲۰ ژوئن ۱۹۱۹   | فیلیپ شایدمان (I) |
|                  | هرمان مولر (1876–1931)                  |       | حزب سوسیال دموکرات آلمان                                          | ۲۱ ژوئن ۱۹۱۹   | ۲۶ مارس ۱۹۲۰   | گوستاف باوئر (I) |
|                  | Adolf Köster (1883–1930)                |       | حزب سوسیال دموکرات آلمان                                          | ۱۰ آوریل ۱۹۲۰  | ۸ ژوئن ۱۹۲۰    | هرمان مولر (I) |
|                  | Walter Simons (1861–1937)               |       | فعال سیاسی مستقل                                                  | ۲۵ ژوئن ۱۹۲۰   | ۴ مه ۱۹۲۱      | کنستانتین فرنباخ (I) |
|                  | فریدریش روزن (1856–1935)                |       | فعال سیاسی مستقل                                                  | ۱۰ مه ۱۹۲۱     | ۲۲ اکتبر ۱۹۲۱  | یوزف ویرت (I) |
|                  | یوزف ویرت (1879–1956)                   |       | حزب مرکزی آلمان                                                   | ۲۶ اکتبر ۱۹۲۱  | ۳۱ ژانویه ۱۹۲۲ | یوزف ویرت (II) |
|                  | والتر راتناو (1867–1922)                |       | حزب دموکرات آلمان                                                 | ۱ فوریه ۱۹۲۲   | ۲۱ ژوئن ۱۹۲۲   | یوزف ویرت (II) |
|                  | یوزف ویرت (1879–1956)                   |       | حزب مرکزی آلمان                                                   | ۲۱ ژوئن ۱۹۲۲   | ۱۴ نوامبر ۱۹۲۲ | یوزف ویرت (II) |
|                  | هانس فون روزنبرگ (1874–1937)            |       | فعال سیاسی مستقل                                                  | ۲۲ نوامبر ۱۹۲۲ | ۱۱ اوت ۱۹۲۳    | ویلهلم کونو (I) |
|                  | گوستاف اشترزمان (1878–1929)             |       | DVP                                                               | ۱۳ اوت ۱۹۲۳    | ۳ اکتبر ۱۹۲۹   | گوستاف اشترزمان (I, II) ویلهلم مارکس (I, II) هانس لوتر (I, II) ویلهلم مارکس (III, ویلهلم مارکس) هرمان مولر (هرمان مولر) |
|                  | یولیوس کورتیس (1877–1948)               |       | DVP                                                               | ۴ اکتبر ۱۹۲۹   | ۹ اکتبر ۱۹۳۱   | هرمان مولر (هرمان مولر) هاینریش برونینگ (هاینریش برونینگ)                                                               |
|                  | هاینریش برونینگ (1885–1970)             |       | حزب مرکزی آلمان                                                   | ۹ اکتبر ۱۹۳۱   | ۳۰ مه ۱۹۳۲     | هاینریش برونینگ (هاینریش برونینگ)                                                                                       |
|                  | کنستانتین فون نویرات (۱۸۷۳–۱۹۵۶)        |       | فعال سیاسی مستقل (حزب ناسیونال‌سوسیالیست کارگران آلمان after ۱۹۳۷) | ۱ ژوئن ۱۹۳۲    | ۴ فوریه ۱۹۳۸   | فرانتس فون پاپن (فرانتس فون پاپن) کورت فن شلایشر (کورت فن اشلایشر) آدولف هیتلر (کابینه هیتلر)                           |
|                  | یواخیم فون ریبنتروپ (1893–1946)         |       | حزب ناسیونال‌سوسیالیست کارگران آلمان                               | ۴ فوریه ۱۹۳۸   | ۳۰ آوریل ۱۹۴۵  | آدولف هیتلر (کابینه هیتلر)                                                                                              |
|                  | آرتور زایس-اینکوارت (1892–1946)         |       | حزب ناسیونال‌سوسیالیست کارگران آلمان                               | ۳۰ آوریل ۱۹۴۵  | ۲ مه ۱۹۴۵      | کارل دونیتس (دولت فلنسبورگ)                                                                                             |
|                  | لوتس گراف شورین فن کروسیک (1887–1977)   |       | فعال سیاسی مستقل                                                  | ۲ مه ۱۹۴۵      | ۲۳ مه ۱۹۴۵     | کارل دونیتس (دولت فلنسبورگ)                                                                                             |

### Ministers of Foreign Affairs of the GDR, 1949–1990
Political Party:
  CDU
  حزب اتحاد سوسیالیستی آلمان
  NDPD
  SPD
| Name (Born–Died) | Name (Born–Died)          | Image | Party                      | Term of Office | Term of Office | Chairman                            |
| ---------------- | ------------------------- | ----- | -------------------------- | -------------- | -------------- | ----------------------------------- |
|                  | گئورگ درتینگر (1902–1968) |       | CDU                        | ۱۲ اکتبر ۱۹۴۹  | ۱۵ ژانویه ۱۹۵۳ | اتو گروتول                          |
|                  | آنتون آکرمان (1905–1973)  |       | حزب اتحاد سوسیالیستی آلمان | ۱۵ ژانویه ۱۹۵۳ | ژوئیه ۱۹۵۳     | اتو گروتول                          |
|                  | لوتار بولتس (1903–1986)   |       | NDPD                       | ژوئیه ۱۹۵۳     | ۲۴ ژوئن ۱۹۶۵   | اتو گروتول ویلی اشتوف               |
|                  | اوتو وینتزر (1902–1975)   |       | حزب اتحاد سوسیالیستی آلمان | ۲۴ ژوئن ۱۹۶۵   | ۲۰ ژانویه ۱۹۷۵ | ویلی اشتوف هورست زیندرمان           |
|                  | Oskar Fischer (۱۹۲۳–)     |       | حزب اتحاد سوسیالیستی آلمان | ۳ مارس ۱۹۷۵    | ۱۲ آوریل ۱۹۹۰  | هورست زیندرمان ویلی اشتوف هانس مدرف |
|                  | مارکوس مکل (1952–)        |       | SPD                        | ۱۲ آوریل ۱۹۹۰  | ۲۰ اوت ۱۹۹۰    | لوتار د مزیر                        |
|                  | لوتار د مزیر (1940–)      |       | CDU                        | ۲۰ اوت ۱۹۹۰    | ۲ اکتبر ۱۹۹۰   | لوتار د مزیر                        |

### Ministers of Foreign Affairs (Bundesminister des Auswärtigen), since 1951
Political Party:
  اتحادیه دموکرات مسیحی آلمان
  حزب سوسیال دموکرات آلمان
  حزب دموکرات آزاد آلمان
  اتحاد ۹۰/سبزها
| Name (Born–Died) | Name (Born–Died)                                 | Image | Party                       | Term of Office  | Term of Office  | صدراعظم (Cabinet)                            |
| ---------------- | ------------------------------------------------ | ----- | --------------------------- | --------------- | --------------- | -------------------------------------------- |
|                  | کنراد آدناور (1876–1967)                         |       | اتحادیه دموکرات مسیحی آلمان | ۱۵ مارس ۱۹۵۱    | ۶ ژوئن ۱۹۵۵     | کنراد آدناور (I • II)                        |
|                  | هاینریش فون برنتانو (1904–1964)                  |       | اتحادیه دموکرات مسیحی آلمان | ۶ ژوئن ۱۹۵۵     | ۳۰ اکتبر ۱۹۶۱   | کنراد آدناور (II • III)                      |
|                  | گرهارد شرودر (اتحادیه دموکرات مسیحی) (1910–1989) |       | اتحادیه دموکرات مسیحی آلمان | ۱۴ نوامبر ۱۹۶۱  | ۳۰ نوامبر ۱۹۶۶  | کنراد آدناور (IV • V) لودویگ ارهارد (I • II) |
|                  | ویلی برانت (1913–1992)                           |       | حزب سوسیال دموکرات آلمان    | ۱ دسامبر ۱۹۶۶   | ۲۰ اکتبر ۱۹۶۹   | کورت گئورگ کیزینگر (I)                       |
|                  | والتر شیل (1919–)                                |       | حزب دموکرات آزاد آلمان      | ۲۱ اکتبر ۱۹۶۹   | ۱۵ مه ۱۹۷۴      | ویلی برانت (I • II)                          |
|                  | هانس-دیتریش گنشر (1927–2016)                     |       | حزب دموکرات آزاد آلمان      | ۱۷ مه ۱۹۷۴      | ۱۷ سپتامبر ۱۹۸۲ | هلموت اشمیت (I • II • III)                   |
|                  | هلموت اشمیت (1918–2015)                          |       | حزب سوسیال دموکرات آلمان    | ۱۷ سپتامبر ۱۹۸۲ | ۴ اکتبر ۱۹۸۲    | هلموت اشمیت (III)                            |
|                  | هانس-دیتریش گنشر (1927–2016)                     |       | حزب دموکرات آزاد آلمان      | ۴ اکتبر ۱۹۸۲    | ۱۷ مه ۱۹۹۲      | هلموت کوهل (I • II • III • IV)               |
|                  | کلاوس کینکل (1936–)                              |       | حزب دموکرات آزاد آلمان      | ۱۸ مه ۱۹۹۲      | ۲۶ اکتبر ۱۹۹۸   | هلموت کوهل (IV • V)                          |
|                  | یوشکا فیشر (1948–)                               |       | اتحاد ۹۰/سبزها              | ۲۷ اکتبر ۱۹۹۸   | ۲۲ نوامبر ۲۰۰۵  | گرهارد شرودر (I • II)                        |
|                  | فرانک والتر اشتاین‌مایر (1956–)                   |       | حزب سوسیال دموکرات آلمان    | ۲۲ نوامبر ۲۰۰۵  | ۲۸ اکتبر ۲۰۰۹   | آنگلا مرکل (دولت اول آنگلا مرکل)             |
|                  | گیدو وستروله (1961–2016)                         |       | حزب دموکرات آزاد آلمان      | ۲۸ اکتبر ۲۰۰۹   | ۱۷ دسامبر ۲۰۱۳  | آنگلا مرکل (دولت دوم آنگلا مرکل)             |
|                  | فرانک والتر اشتاین‌مایر (1956–)                   |       | حزب سوسیال دموکرات آلمان    | ۱۷ دسامبر ۲۰۱۳  | Incumbent       | آنگلا مرکل (دولت سوم آنگلا مرکل)             |

### وزیران امور خارجه (Reichsminister des Auswärtigen), ۱۹۱۹–۱۹۴۵
حزب سیاسی:
  حزب سوسیال دموکرات آلمان
  حزب مرکزی آلمان
  حزب دموکرات آلمان
  DVP
  حزب ناسیونال‌سوسیالیست کارگران آلمان
| نام (زاده–درگذشته) | نام (زاده–درگذشته)                      | تصویر | حزب                                                               | Term of Office | Term of Office | صدراعظم (کابینه) |
| ------------------ | --------------------------------------- | ----- | ----------------------------------------------------------------- | -------------- | -------------- | --- |
|                    | اولریش فون بروکدورف-رانتساو (۱۸۶۹–۱۹۲۸) |       | فعال سیاسی مستقل                                                  | ۱۳ فوریه ۱۹۱۹  | ۲۰ ژوئن ۱۹۱۹   | فیلیپ شایدمان (I) |
|                    | هرمان مولر (۱۸۷۶–۱۹۳۱)                  |       | حزب سوسیال دموکرات آلمان                                          | ۲۱ ژوئن ۱۹۱۹   | ۲۶ مارس ۱۹۲۰   | گوستاف باوئر (I) |
|                    | Adolf Köster (۱۸۸۳–۱۹۳۰)                |       | حزب سوسیال دموکرات آلمان                                          | ۱۰ آوریل ۱۹۲۰  | ۸ ژوئن ۱۹۲۰    | هرمان مولر (I) |
|                    | Walter Simons (۱۸۶۱–۱۹۳۷)               |       | فعال سیاسی مستقل                                                  | ۲۵ ژوئن ۱۹۲۰   | ۴ مه ۱۹۲۱      | کنستانتین فرنباخ (I) |
|                    | فریدریش روزن (۱۸۵۶–۱۹۳۵)                |       | فعال سیاسی مستقل                                                  | ۱۰ مه ۱۹۲۱     | ۲۲ اکتبر ۱۹۲۱  | یوزف ویرت (I) |
|                    | یوزف ویرت (۱۸۷۹–۱۹۵۶)                   |       | حزب مرکزی آلمان                                                   | ۲۶ اکتبر ۱۹۲۱  | ۳۱ ژانویه ۱۹۲۲ | یوزف ویرت (II) |
|                    | والتر راتناو (۱۸۶۷–۱۹۲۲)                |       | حزب دموکرات آلمان                                                 | ۱ فوریه ۱۹۲۲   | ۲۱ ژوئن ۱۹۲۲   | یوزف ویرت (II) |
|                    | یوزف ویرت (۱۸۷۹–۱۹۵۶)                   |       | حزب مرکزی آلمان                                                   | ۲۱ ژوئن ۱۹۲۲   | ۱۴ نوامبر ۱۹۲۲ | یوزف ویرت (II) |
|                    | هانس فون روزنبرگ (۱۸۷۴–۱۹۳۷)            |       | فعال سیاسی مستقل                                                  | ۲۲ نوامبر ۱۹۲۲ | ۱۱ اوت ۱۹۲۳    | ویلهلم کونو (I) |
|                    | گوستاف اشترزمان (۱۸۷۸–۱۹۲۹)             |       | DVP                                                               | ۱۳ اوت ۱۹۲۳    | ۳ اکتبر ۱۹۲۹   | گوستاف اشترزمان (I, II) ویلهلم مارکس (I, II) هانس لوتر (I, II) ویلهلم مارکس (III, ویلهلم مارکس) هرمان مولر (هرمان مولر) |
|                    | یولیوس کورتیس (۱۸۷۷–۱۹۴۸)               |       | DVP                                                               | ۴ اکتبر ۱۹۲۹   | ۹ اکتبر ۱۹۳۱   | هرمان مولر (هرمان مولر) هاینریش برونینگ (هاینریش برونینگ)                                                               |
|                    | هاینریش برونینگ (۱۸۸۵–۱۹۷۰)             |       | حزب مرکزی آلمان                                                   | ۹ اکتبر ۱۹۳۱   | ۳۰ مه ۱۹۳۲     | هاینریش برونینگ (هاینریش برونینگ)                                                                                       |
|                    | کنستانتین فون نویرات (۱۸۷۳–۱۹۵۶)        |       | فعال سیاسی مستقل (حزب ناسیونال‌سوسیالیست کارگران آلمان پس از ۱۹۳۷) | ۱ ژوئن ۱۹۳۲    | ۴ فوریه ۱۹۳۸   | فرانتس فون پاپن (فرانتس فون پاپن) کورت فن شلایشر (کورت فن اشلایشر) آدولف هیتلر (کابینه هیتلر)                           |
|                    | یواخیم فون ریبنتروپ (۱۸۹۳–۱۹۴۶)         |       | حزب ناسیونال‌سوسیالیست کارگران آلمان                               | ۴ فوریه ۱۹۳۸   | ۳۰ آوریل ۱۹۴۵  | آدولف هیتلر (کابینه هیتلر)                                                                                              |
|                    | آرتور زایس-اینکوارت (۱۸۹۲–۱۹۴۶)         |       | حزب ناسیونال‌سوسیالیست کارگران آلمان                               | ۳۰ آوریل ۱۹۴۵  | ۲ مه ۱۹۴۵      | کارل دونیتس (دولت فلنسبورگ)                                                                                             |
|                    | لوتس گراف شورین فن کروسیک (۱۸۸۷–۱۹۷۷)   |       | فعال سیاسی مستقل                                                  | ۲ مه ۱۹۴۵      | ۲۳ مه ۱۹۴۵     | کارل دونیتس (دولت فلنسبورگ)                                                                                             |

### وزیران امور خارجه آلمان شرقی، ۱۹۴۹–۱۹۹۰
حزب سیاسی:
  CDU
  حزب اتحاد سوسیالیستی آلمان
  NDPD
  SPD
| نام (زاده–درگذشته) | نام (زاده–درگذشته)        | تصویر | حزب                        | Term of Office | Term of Office | Chairman                            |
| ------------------ | ------------------------- | ----- | -------------------------- | -------------- | -------------- | ----------------------------------- |
|                    | گئورگ درتینگر (۱۹۰۲–۱۹۶۸) |       | CDU                        | ۱۲ اکتبر ۱۹۴۹  | ۱۵ ژانویه ۱۹۵۳ | اتو گروتول                          |
|                    | آنتون آکرمان (۱۹۰۵–۱۹۷۳)  |       | حزب اتحاد سوسیالیستی آلمان | ۱۵ ژانویه ۱۹۵۳ | ژوئیه ۱۹۵۳     | اتو گروتول                          |
|                    | لوتهار بولتس (۱۹۰۳–۱۹۸۶)  |       | NDPD                       | ژوئیه ۱۹۵۳     | ۲۴ ژوئن ۱۹۶۵   | اتو گروتول ویلی اشتوف               |
|                    | اوتو وینتزر (۱۹۰۲–۱۹۷۵)   |       | حزب اتحاد سوسیالیستی آلمان | ۲۴ ژوئن ۱۹۶۵   | ۲۰ ژانویه ۱۹۷۵ | ویلی اشتوف هورست زیندرمان           |
|                    | اسکار فیشر (۱۹۲۳–۲۰۲۰)    |       | حزب اتحاد سوسیالیستی آلمان | ۳ مارس ۱۹۷۵    | ۱۲ آوریل ۱۹۹۰  | هورست زیندرمان ویلی اشتوف هانس مدرف |
|                    | مارکوس مکل (۱۹۵۲–)        |       | SPD                        | ۱۲ آوریل ۱۹۹۰  | ۲۰ اوت ۱۹۹۰    | لوتار د مزیر                        |
|                    | لوتار د مزیر (۱۹۴۰–)      |       | CDU                        | ۲۰ اوت ۱۹۹۰    | ۲ اکتبر ۱۹۹۰   | لوتار د مزیر                        |

### وزرای خارجه (Bundesminister des Auswärtigen) از ۱۹۵۱
حزب سیاسی:
  CDU
  SPD
  FDP
  سبزها
| نام (تولد–مرگ) | نام (تولد–مرگ)                  | تصویر | حزب   | دوره مسولیت     | دوره مسولیت     | صدر اعظم (دولت)                              |
| -------------- | ------------------------------- | ----- | ----- | --------------- | --------------- | -------------------------------------------- |
|                | کنراد آدناور (۱۸۷۶–۱۹۶۷)        |       | CDU   | ۱۵ مارس ۱۹۵۱    | ۶ ژوئن ۱۹۵۵     | کنراد آدناور (I • II)                        |
|                | هاینریش فون برنتانو (۱۹۰۴–۱۹۶۴) |       | CDU   | ۶ ژوئن ۱۹۵۵     | ۳۰ اکتبر ۱۹۶۱   | کنراد آدناور (II • III)                      |
|                | گرهارد شرودر (۱۹۱۰–۱۹۸۹)        |       | CDU   | ۱۴ نوامبر ۱۹۶۱  | ۳۰ نوامبر ۱۹۶۶  | کنراد آدناور (IV • V) لودویگ ارهارد (I • II) |
|                | ویلی برانت (۱۹۱۳–۱۹۹۲)          |       | SPD   | ۱ دسامبر ۱۹۶۶   | ۲۰ اکتبر ۱۹۶۹   | کورت گئورگ کیزینگر (I)                       |
|                | والتر شیل (۱۹۱۹–۲۰۱۶)           |       | FPD   | ۲۱ اکتبر ۱۹۶۹   | ۱۵ مه ۱۹۷۴      | ویلی برانت (I • II)                          |
|                | هانس-دیتریش گنشر (۱۹۲۷–۲۰۱۶)    |       | FPD   | ۱۷ مه ۱۹۷۴      | ۱۷ سپتامبر ۱۹۸۲ | هلموت اشمیت (I • II • III)                   |
|                | هلموت اشمیت (۱۹۱۸–۲۰۱۵)         |       | SPD   | ۱۷ سپتامبر ۱۹۸۲ | ۴ اکتبر ۱۹۸۲    | هلموت اشمیت (III)                            |
|                | هانس-دیتریش گنشر (۱۹۲۷–۲۰۱۶)    |       | FPD   | ۴ اکتبر ۱۹۸۲    | ۱۷ مه ۱۹۹۲      | هلموت کهل (I • II • III • IV)                |
|                | کلاوس کینکل (۱۹۳۶–)             |       | FPD   | ۱۸ مه ۱۹۹۲      | ۲۶ اکتبر ۱۹۹۸   | هلموت کهل (IV • V)                           |
|                | یوشکا فیشر (۱۹۴۸–)              |       | سبزها | ۲۷ اکتبر ۱۹۹۸   | ۲۲ نوامبر ۲۰۰۵  | گرهارد شرودر (I • II)                        |
|                | فرانک والتر اشتاین‌مایر (۱۹۵۶–)  |       | SPD   | ۲۲ نوامبر ۲۰۰۵  | ۲۸ اکتبر ۲۰۰۹   | آنگلا مرکل (دولت اول آنگلا مرکل)             |
|                | گیدو وستروله (۱۹۶۱–۲۰۱۶)        |       | FPD   | ۲۸ اکتبر ۲۰۰۹   | ۱۷ دسامبر ۲۰۱۳  | آنگلا مرکل (دولت دوم آنگلا مرکل)             |
|                | فرانک والتر اشتاین‌مایر (۱۹۵۶–)  |       | SPD   | ۱۷ دسامبر ۲۰۱۳  | Incumbent       | آنگلا مرکل (دولت سوم آنگلا مرکل)             |